# Madona mostecká
Madona mostecká či Madona z Mostu, někdy též zvaná jako „Kapucínská černá Madona“, je deskový obraz Madony s dítětem, který je pravděpodobně nejstarším dochovaným mariánským obrazem v české deskové malbě. Dílo je předstupněm k podobným obrazům vzešlým z dílny Mistra vyšebrodského oltáře.

## Popis deskového obrazu a jeho umístění
Obraz Madony mostecké je považován za nejstarší dochovaný obraz české milostné Madony (Madre di Consolazione) v poprsí. Výstižný popis tohoto obrazu podali A. Matějček a J. Myslivec již v roce 1937. K němu se vracejí i pozdější historikové umění. Madona mostecká má již téměř všechny znaky madon z období po roce 1340, což dokládá Ježíšek spočívající na matčině pravé ruce, přičemž si jednou rukou hraje s matčiným palcem a ve druhé drží ptáčka (stehlík), který svým zbarvením symbolizuje kapky Kristovy mučednické krve. Tento typ obrazu Madony s dítětem zobecněl v české deskové malbě kolem roku 1350. Na rozdíl od pozdějších Madon spočívá na hlavě Panny Marie maforium (plášť či plachetka) a nikoliv koruna. V obraze zaznívají nápadně byzantinizující prvky modifikované italizujícími úpravami, které v polovině 14. století zdomácněly také v české gotické malbě. Deska má i svou druhou stranu poškozenou požárem v 18. století. Zadní stranu obrazu tvoří čtyři okna vyplněná pergamenem, přičemž na zkřížení pásů je písmeno „M“. Obraz, který nese ještě zjevné byzantinizující znaky, byl pravděpodobně namalován po roce 1340 pro klášterní kostel magdalenitek v Zahražanech u Mostu. V roce 1578 je obraz doložen ve vlastnictví tamní fary, odkud byl v odkazu převeden do vlastnictví kapucínského kláštera v Mostě. Dílo bylo restaurováno, zlaté pozadí bylo přemalováno a nahoře seříznuto. K prvním přemalbám došlo v roce 1655 a znovu byl obraz opraven v roce 1766. Od roku 1974 je obraz z mosteckého kláštera zapůjčen do Národní galerie v Praze.

## Autor deskového obrazu a časové zařazení díla

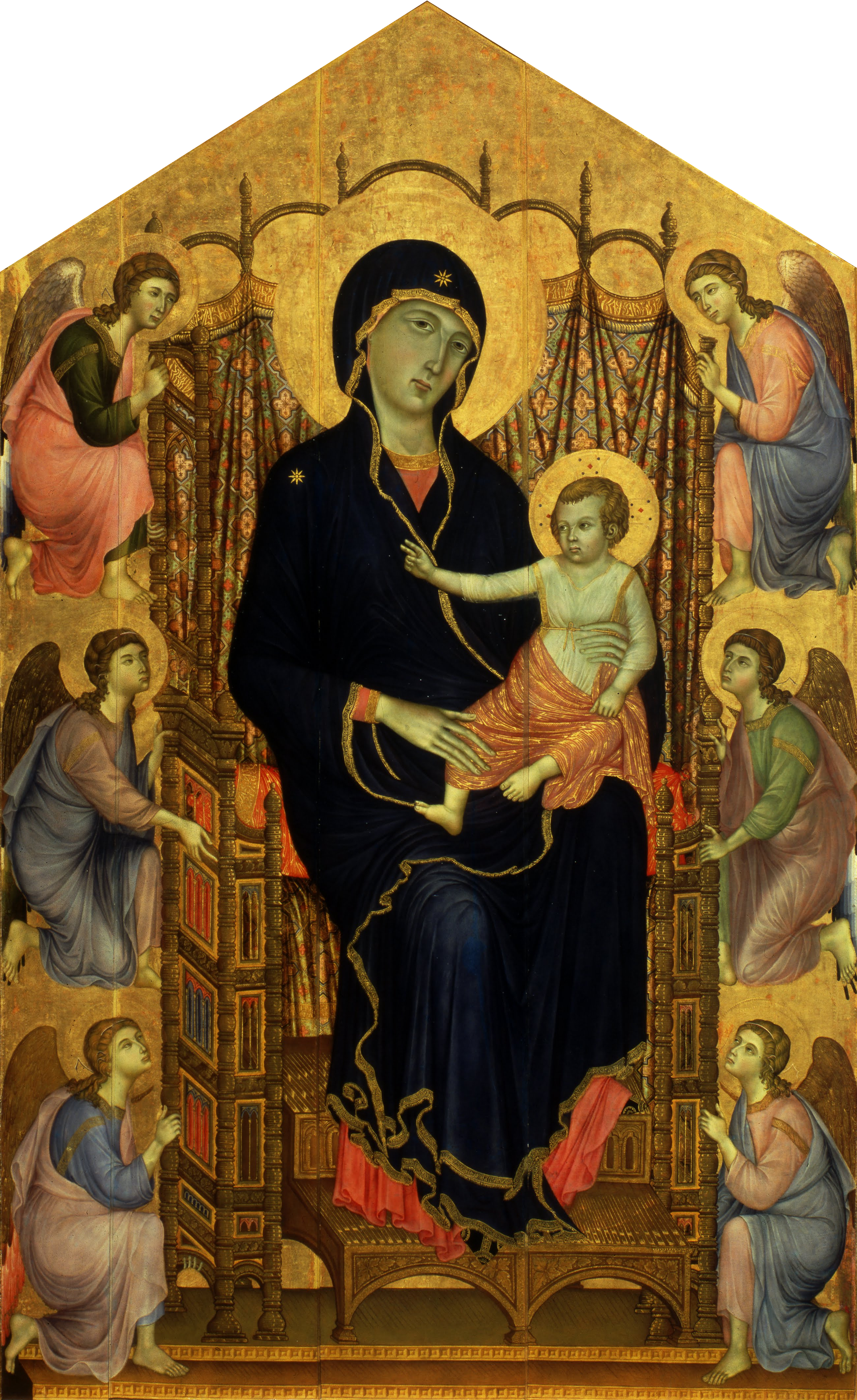
Detail sienského retáblu s centrální deskou zobrazující Trůnící Madonu s dítětem, anděly a světci (1308/11, Museo dell´Opera del Duomo, Siena, Itálie)

Autor deskového obrazu Mostecké madony je neznámý, ale uvádí se, že patřil do okruhu Mistra vyšebrodského oltáře. Autor obrazu však musel znát ikonografický typ obrazu známý jako Madre di Consolazione, který byl typický pro toskánské, především pak pro sienské malířství (Duccio di Buoninsegna). Mosteckou Madonou se tak českému malířství dostalo poučení v malbě mariánského obrazu italo-byzantského typu.

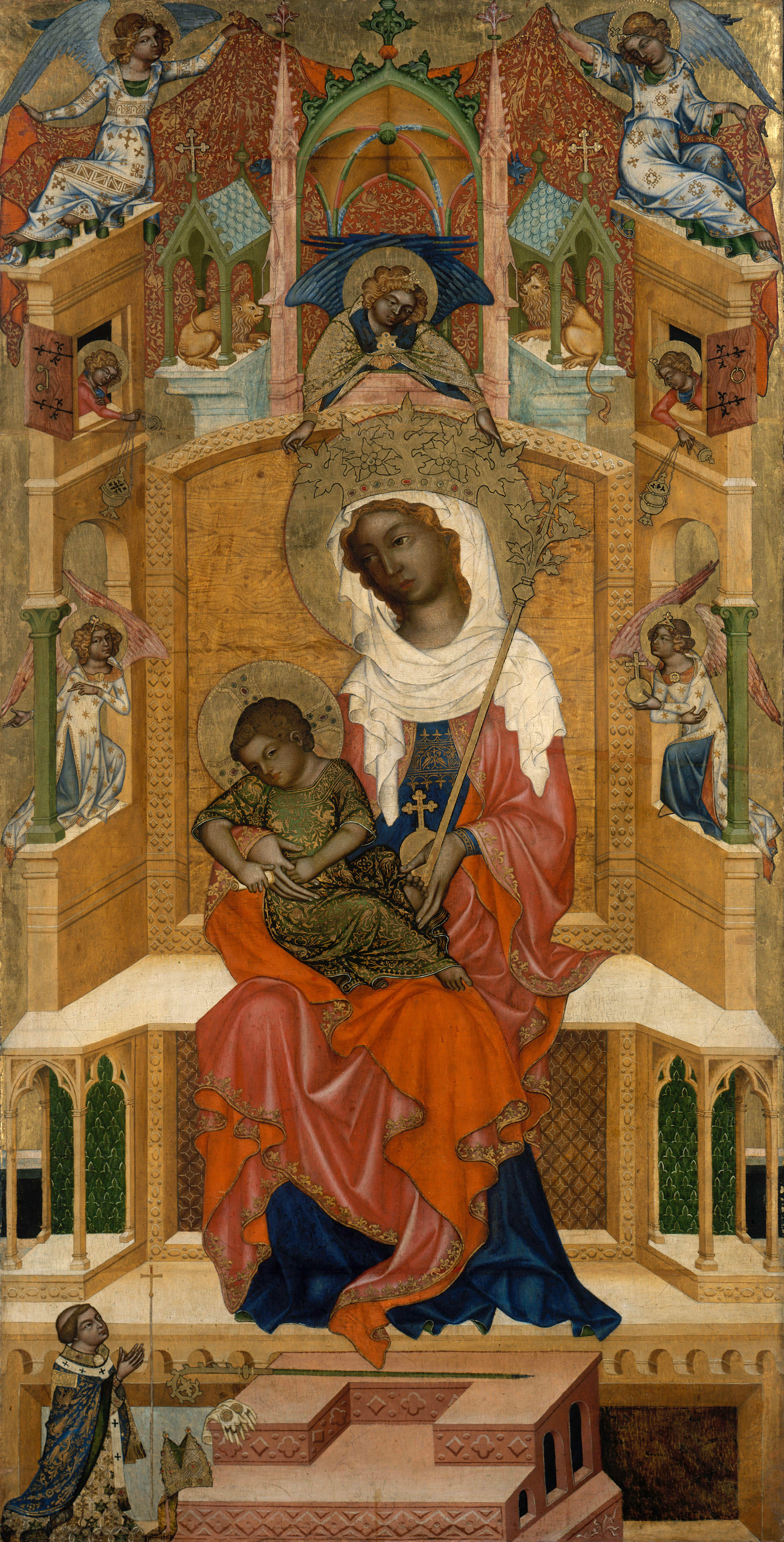
Madona kladská (kolem 1350; Staatliche Museen, Berlin-Dahlem, Německo)

Jinak se většina historiků umění shoduje v dataci obrazu, kterou klade do poloviny 14. století. Mnozí dále předpokládají, že obraz patřil do skupiny byzantských madon, u nichž nebyla předloha přesně dodržena. Poukazují přitom na blízkost Madony mostecké k Madoně kladské. Obraz Kladské madony je mimořádné kvality přestože nevznikl přímo v dílně Mistra vyšebrodského oltáře. Podobně jako u Madony mostecké je modelace hlavy Panny Marie, velikost vzpřímeně sedícího Ježíška, a především nahnědlá barva tváří obou postav (odtud název „Černá madona“) je možným předpokladem toho, že tu pravděpodobně existoval společný, dnes již ztracený typ mariánského obrazu, importovaný do Čech ze severní Itálie. Oba obrazy tak spojuje skutečnost, že mezi roky 1340 a 1345 tu byl malíř ovlivněný tvorbou sienského malíře Duccia di Buoninsegna (1255/60–1318/19), a možná i Florenťana Cimabua (1240?–1302), který úspěšně propojil italo-byzantskou malbu z počátku 14. století s francouzskou gotickou malbou přicházející do Čech především přes Porýní. Itálie tak byla úspěšným šiřitelem motivu Madony přimknuté k dítěti, laskající je dotykem hlavy a gesty rukou, jak to dokládá vyobrazení Madony s dítětem namalované sienským anonymem nazývaným Mistr Badia a Isola (viz infobox). Obraz je dokladem úsilí toskánského malířství zbavit se závislosti na Byzanci.

## Umělecko-historický význam deskového obrazu Madona mostecká
Oboustranně malovaný deskový obraz Madony mostecké, jenž byl dokončen před polovinou 14. století, zobrazuje Madonu s přehozeným pláštěm přes hlavu, který zdobí ornamenty připomínající symbolické hvězdy na pláštích byzantských madon. Poloha Ježíškova těla již není vzpřímená, ale připomíná odpočívající dítě, čímž vykazuje blízkost k toskánskému, především sienskému malířství. Obraz tak zlidšťuje původní dogmatické schéma byzantské Bohorodičky a vztahu matky a dítěte dává živější, citovější podobu. Ikonografické shody Madony z Mostu s jinými madonami té doby (Madona kladská, Madona z Veveří) by nasvědčovaly existenci společné předlohy či prototypu obrazu Madony s dítětem. Jaroslav Pešina však současně naznačuje, že obraz se slohově váže k dílům pocházejícím z okruhu dílny Mistra vyšebrodského oltáře.